# Akademičeskaja (metropolitana di Mosca)
Akademičeskaja (in russo Академи́ческая;?), che letteralmente significa  Accademica, è una stazione della Linea Kalužsko-Rižskaja, la linea 6 della Metropolitana di Mosca. Prende il nome dall'Accademia russa delle scienze, nonostante il fatto che Leninskij Prospekt sia in realtà più vicina all'istituzione. Akademičeskaja fu inaugurata il 13 ottobre 1962, e fu disegnata da Julija Kolesnikova, Petukhova e Fokina.
Fu costruita secondo lo stile relativamente moderno con tre arcate sostenute da pilastri, che fu predominante negli anni sessanta a causa dei bassi costi di costruzione. La stazione presenta pilastri in marmo bianco con strisce in marmo nero verso l'alto. Le mura, in origine ricoperte di piastrelle bianche con quattro linee orizzontali, furono ricoperte nel 2003 con pannelli di alluminio degli stessi colori, per dare alla stazione un aspetto più moderno e pulito.
Gli ingressi della stazione sono situati intorno alla piazza Ho Chi Minh, all'incrocio con le vie Profsojuznaja e Dmitrija Uljanova. Attualmente, la stazione sostiene un carico di 67.400 passeggeri al giorno.